# Dan Snyder Memorial Trophy
Dan Snyder Memorial Trophy je hokejová trofej, která je udělovaná hráči ligy Ontario Hockey League, který se nejvíce při různých humanitárních akcích. Trofej je pojmenována po bývalém obránci OHL (Owen Sound Platers) a NHL (Atlanta Thrashers), Danu Snyderovi, který v roce 2003 tragicky zahynul při autonehodě.

## Vítězové Dan Snyder Memorial Trophy
| Sezóna  | Hráč                                     | Tým                                      |
| ------- | ---------------------------------------- | ---------------------------------------- |
| 2021/22 | Mark Woolley                             | Owen Sound Attack                        |
| 2020/21 | sezóna zrušena kvůli pandemii koronaviru | sezóna zrušena kvůli pandemii koronaviru |
| 2019/20 | Jacob Ingham                             | Kitchener Rangers                        |
| 2018/19 | Nicholas Canade                          | Mississauga Steelheads                   |
| 2017/18 | Garrett McFadden                         | Guelph Storm                             |
| 2016/17 | Garrett McFadden                         | Guelph Storm                             |
| 2015/16 | Will Petschenig                          | Saginaw Spirit                           |
| 2014/15 | Nick Paul                                | North Bay Battalion                      |
| 2013/14 | Scott Simmonds                           | Belleville Bulls                         |
| 2012/13 | Ben Fanelli                              | Kitchener Rangers                        |
| 2011/12 | Andrew D'Agostini                        | Peterborough Petes                       |
| 2010/11 | Jack Walchessen                          | Peterborough Petes                       |
| 2009/10 | Ryan Hayes                               | Plymouth Whalers                         |
| 2008/09 | Chris Terry                              | Plymouth Whalers                         |
| 2007/08 | Peter Stevens                            | Kingston Frontenacs                      |
| 2006/07 | Andrew Gibbons                           | Belleville Bulls                         |
| 2005/06 | Mike Angelidis                           | Owen Sound Attack                        |
| 2004/05 | Jeff MacDougald                          | Peterborough Petes                       |
| 2003/04 | Chris Campoli                            | Erie Otters                              |
| 2002/03 | Michael Mole                             | Belleville Bulls                         |
| 2001/02 | David Silverstone                        | Belleville Bulls                         |
| 2000/01 | Joey Sullivan                            | Erie Otters                              |
| 1999/00 | Dan Tessier                              | Ottawa 67’s                              |
| 1998/99 | Ryan McKie                               | Sudbury Wolves                           |
| 1997/98 | Jason Metcalfe                           | London Knights                           |
| 1996/97 | Mike Martone                             | Peterborough Petes                       |
| 1995/96 | Craig Mills                              | Belleville Bulls                         |
| 1994/95 | Brad Brown                               | North Bay Centennials                    |
| 1993/94 | Brent Tully                              | Peterborough Petes                       |
| 1992/93 | Keli Corpse                              | Kingston Frontenacs                      |